# Kyotorphin
Kyotorphin (L-Tyrosyl-L-Arginin) ist ein neurophysiologisch aktives Dipeptid, das eine Rolle in der Schmerzregulation im Gehirn spielt. Es wurde 1979 als erstes durch japanische Wissenschaftler aus Gehirnen des Rinds (Bovinae) isoliert. Es verdankt seinen Namen der Stadt Kyōto, in der es entdeckt wurde.

## Wirkung
Kyotorphin hat eine enkephalin- und morphinähnliche analgetische Wirkung. Es interagiert jedoch nicht mit den Opioidrezeptoren. Es setzt ein Opiodpeptid, Met-Enkephalin, frei und stabilisiert es gegenüber dessen Abbau. Es besitzt möglicherweise auch die Eigenschaften von Neurotransmittern, Neuromediatoren oder Neuromodulatoren. Es wurde gezeigt, dass Kyotorphin in der menschlichen Gehirnflüssigkeit vorkommt und dass es bei Patienten mit andauerndem Schmerz in geringerer Menge vorliegt.